# Gualaca (huyện)
Huyện Gualaca là một huyện (distrito) thuộc tỉnh Chiriquí ở Panama. Theo điều tra dân số năm 2000, huyện này có dân số 8348 người. Huyện Gualaca có diện tích 626 km². Huyện lỵ đóng tại Gualaca.